# Цалам, Фройла
Фройла Цалам (англ. Froyla Tzalam; род. 27 июля 1971, Сан-Антонио, Толедо) — белизский антрополог и государственный деятель. Генерал-губернатор Белиза, представляющий британского короля Карла III. Принадлежит к индейскому народу мопан. Первый генерал-губернатор, принадлежащий к группе народов майя, в истории Содружества. Дама Великого (Большого) Креста ордена Святых Михаила и Георгия (2022).

## Биография
Родилась в деревне Сан-Антонио в округе Толедо.
Получила степень бакалавра по антропологии в частном университете Тринити в штате Техас. Получила степень магистра в области развития сельских районов в Университете Сассекса в Великобритании.
Работала в области культуры, истории и прав коренных народов. Она написала книгу по грамматике языка мопан «Учимся читать и писать на языке мопан» (Learning to Read and Write in Mopan Maya) и множество статей о культуре и самобытности мопан. Была директором Institute of Creative Arts (ICA) в городе Белиз, подразделения Национального института культуры и истории (National Institute of Culture and History, NICH). Во время работы в Национальном институте культуры и истори она курировала многочисленные выставки, посвященные культуре и истории Белиза. Она была содиректором проекта African and Maya History Project (AMH) по изучению истории народов Африки и майя в школе, для которого написала в соавторстве книгу «Новое видение Белиза, цивилизации Африки и майя» (African and Maya civilizations, the heritage of a new nation, 2007). Работала управляющим директором Учебного центра «Новый день» (Tumul K’in Center of Learning) в деревне Блу-Крик. Автор доклада о гендерном равенстве у народа кекчи. Работает исполнительным директором Института управления коренными народами Сарстун-Темаша (SATIIM), который представляет интересы индейских народов, живущих вблизи национального парка Сарстун-Темаш. Стала первой женщиной на этой должности.
27 мая 2021 года вступила в должность генерал-губернатора Белиза, сменила вышедшего на пенсию Колвилла Янга.
21 марта 2022 года герцог Кембриджский Уильям наградил Фройлу Цалам Большим крестом ордена Святого Михаила и Святого Георгия во время королевского турне по странам Карибского бассейна.